# الأكاديمية الفرنسية للزراعة
الأكاديمية الفرنسية للزراعة هي مؤسسة ذات منفعة عامة ذات طبيعة علمية وتعليمية. تأسست سنة 1761م، مقرها في باريس، وتضم أكثر من 700 عضوا.

## تاريخ

### التسمية
- 1761 – 1788: الجمعية الملكية للزراعة في باريس
- 1788 – 1790: الجمعية الملكية للزراعة في فرنسا
- 1790 – 1793: الجمعية الزراعية بفرنسا
- 1793: جمعية الرجال الأحرار
- 1798 – 1814: جمعية الزراعة بقسم لا سين
- 1814 – 1848: الجمعية الملكية والمركزية  للزراعة
- 1848 – 1853: الجمعية الوطنية والمركزية للزراعة
- 1853 – 1859: الجمعية الامبراطورية والمركزية للزراعة
- 1860 – 1870: الجمعية الإمبراطورية والمركزية للزراعة  في فرنسا
- 1871 – 1915: الجمعية الوطنية والمركزية للزراعة في فرنسا
- 1915 – الآن: الأكاديمية الفرنسية للزراعة